# B&B Hotels
B&B Hotels er en fransk value-for-money hotelkæde. Den blev etableret i Brest, Bretagne i 1990 og har siden udvidet til 14 europæiske lande. I 2022 havde de 650 hoteller, inklusive 352 hoteller i Frankrig og 153 hoteller i Tyskland.